# CE Nova Esperança
CE Nova Esperança, beter bekend als CENE is een Braziliaanse voetbalclub uit Campo Grande in de staat Mato Grosso do Sul.

## Geschiedenis
De club werd opgericht in 1999 in de stad Jardim, in 2002 verhuisde de club naar Campo Grande, datzelfde jaar won de club voor het eerst het staatskampioenschap. 

## Erelijst
Campeonato Sul-Mato-Grossense
2002, 2004, 2005, 2011, 2013, 2014